# مدار قطبي
وجود قمر اصطناعي في  مدار قطبي  يمر فوق قطبي كوكب ما (أو جرم فضائي آخر) وفي كل دورة. حيث يدور حول نجم بميل أعلى - يقارب 90 درجة - مما يعطيه تلك الأهمية في مراقبة الأرض. عادة ما يكون علوه منخفض جدا، حوالي 700 كيلومتر.